# À bientôt, j'espère
Pour plus de détails, voir Fiche technique et Distribution.
À bientôt, j'espère est un film réalisé par Chris Marker et Mario Marret, sorti en 1968.

## Synopsis
Le film relate la grève dans l'usine de textiles Rhodiacéta de Besançon, en mars 1967, au travers des témoignages des ouvriers sur leurs conditions de travail et motivations. Cette grève a pris un aspect particulier de par l'assimilation du plan culturel du plan social[pas clair] : les revendications ne tournent plus seulement autour de l'entreprise (salaires ou sécurité de l’emploi), mais aussi sur le mode de vie que la société imposait notamment à la classe ouvrière. Comme le Mai rampant italien, cette grève est une sorte d'avant-coureur de la vague de fond de mai 68. 
Un an plus tard, lors de la projection du film, les ouvriers exprimèrent leurs opinions, certains jugeant le film trop romantique contestent sévèrement cette vison du monde ouvrier. Chris Marker tire alors la conclusion qu’un véritable cinéma militant ne peut être en définitive que celui qui serait réalisé par les ouvriers eux-mêmes. 
Très vite au sein du collectif SLON se constitue un groupe de cinéastes militants qui entreprit de former ces ouvriers aux techniques cinématographiques. Les groupes Medvedkine de Besançon puis de Sochaux étaient nés.

## Anecdote
Cette "ambiance de parfaite égalité" entre filmeurs et filmés a fait réagir le Général De Gaulle qui se serait énergiquement interrogé: "Qu'est ce que c'est que ces journalistes qui tutoient les ouvriers ?" après le passage du documentaire à l'ORTF.

## Fiche technique
- Titre : À bientôt, j'espère
- Réalisation : Chris Marker et Mario Marret[2]
- Production : SLON-ISKRA[2]
- Photographie : Pierre Lhomme
- Pays d'origine : France[2]
- Format : Noir et blanc - Mono - 16 mm[2]
- Genre : Documentaire[2]
- Durée : 43 minutes[2]
- Date de sortie : 1968